# Комел (Изер)
Комел (фр. Commelle) насеље је и општина у источној Француској у региону Рона-Алпи, у департману Изер која припада префектури Вјен.
По подацима из 2011. године у општини је живело 815 становника, а густина насељености је износила 58,05 становника/km². Општина се простире на површини од 14,04 km². Налази се на средњој надморској висини од 420 метара (максималној 587 m, а минималној 396 m).

## Демографија
| 1962. | 1968. | 1975. | 1982. | 1990. | 1999. | 2011. |
| ----- | ----- | ----- | ----- | ----- | ----- | ----- |
| 394   | 401   | 436   | 518   | 563   | 598   | 815   |

График промене броја становника у току последњих година